# Connexochiton platynomenus
Connexochiton platynomenus är en blötdjursart som beskrevs av Kaas 1979. Connexochiton platynomenus ingår i släktet Connexochiton och familjen Ischnochitonidae. Inga underarter finns listade i Catalogue of Life.